# Serrat del Roure (Carreu)
El Serrat del Roure és un serrat del terme municipal d'Abella de la Conca, a la comarca del Pallars Jussà, situat a la vall de Carreu.

El Serrat del Roure, respecte del terme d'Abella de la Conca

Està situada al nord-oest de l'antiga caseria de carreu, al nord-est de la Casa de Pla del Tro, prop del límit nord-occidental del terme municipal. Es dreça a l'esquerra del barranc de la Malallau. És el límit nord-oriental del Pla del Tro.

## Etimologia
Es tracta d'un topònim romànic modern, de caràcter descriptiu. Aquest serrat pren el nom de l'arbre més abundós en aquest lloc, el roure, o bé d'un arbre en concret molt significat.